# 1212

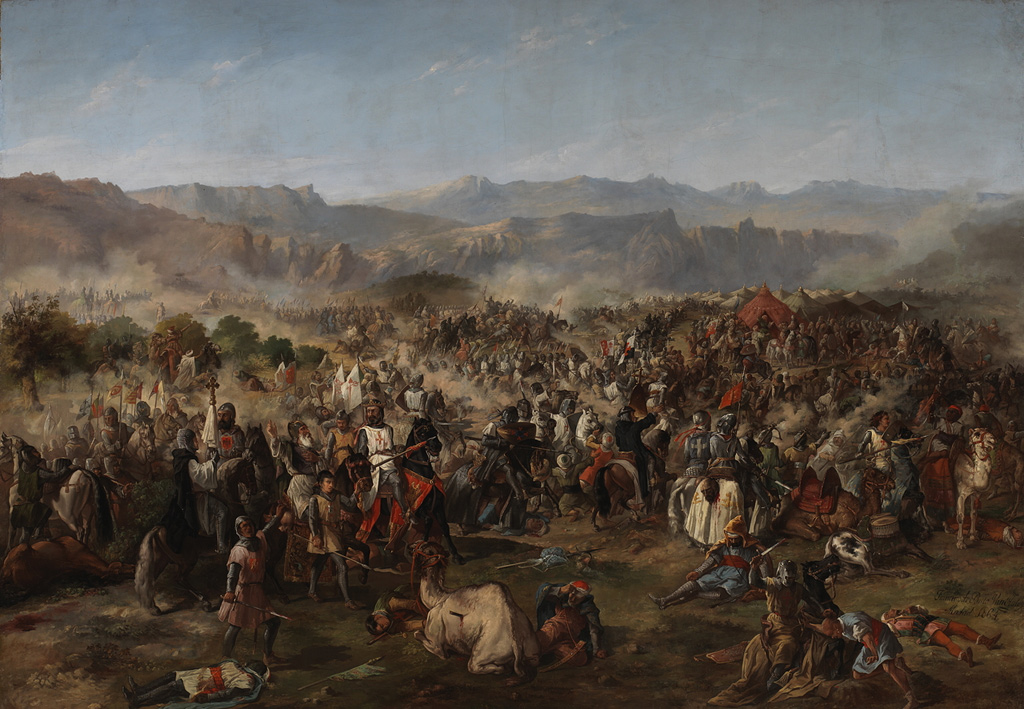
Slag bij Las Navas de Tolosa (19e-eeuwse interpretatie)

Het jaar 1212 is het 12e jaar in de 13e eeuw volgens de christelijke jaartelling.

## Gebeurtenissen
januari
- januari - Johanna van Vlaanderen trouwt met Ferrand van Portugal

februari
- 25 - De Vlaamse graven Johanna en Ferrand moeten het Verdrag van Pont-à-Vendin ondertekenen. Vlaanderen staat Sint-Omaars en Ariën af aan de Franse kroon.

maart
- 18 - In Portiuncula legt Clara van Assisi haar kloostergeloften af in de handen van Franciscus. Samen stichten ze de orde der Clarissen, de vrouwelijke tegenhanger van de Franciscanen.

mei
- 3 tot 7 - Plundering van Luik door de troepen van Hendrik I van Brabant.
- 4 - Twee leenmannen van de Franse koning, Renaud van Boulogne en Ferrand van Vlaanderen, sluiten een alliantie met koning Jan zonder Land van Engeland.

juli
- 10 - Er breekt brand uit op de zuidoever van de Theems, dicht bij de London Bridge. Duizenden mensen vluchten over de brug naar de noordzijde of zijn op weg om te helpen blussen en dus op weg naar de zuidzijde, als de vlammen overslaan naar de noordoever van de Theems. Ruim 3000 mensen komen om als ze vast komen te zitten op de brug.
- 16 - Slag bij Las Navas de Tolosa: De Spaanse christenen onder Alfons VIII van Castilië verslaan de Almohaden onder Mohammed an-Nasir. Castilië verovert Baeza en Úbeda, en de Reconquista, die lange tijd in een patstelling was, komt tot zijn hoogtepunt.

september
- 26 - Gouden Bul van Sicilië: Frederik II bevestigt de koningstitel van Ottokar I van Bohemen en zijn opvolgers.

oktober
- 9 - Graaf Filips I van Namen sterft en wordt opgevolgd door zijn zuster Yolande

december
- 5 - Frederik van Hohenstaufen wordt in Frankfurt door een grote vorstenverzameling nog eenmaal formeel tot koning verkozen en vier dagen later in Mainz gekroond.
- 12 - Abt Emo van Bloemhof arriveert na een voetreis van dertien maanden in Rome om er de zaak van zijn abdij tegen de bisschop van Munster te verdedigen.

zonder datum
- Stormvloed van 1212: Een stormvloed in het noorden van Holland eist circa 60.000 slachtoffers.
- Vanuit Frankrijk en Duitsland vertrekken de twee zogenaamde Kinderkruistochten.
- Keizer Otto IV trouwt met Beatrix van Zwaben.
- Stadsrechten: Bergen op Zoom (jaartal bij benadering), Lier, Oisterwijk, Turnhout (jaartal bij benadering)
- Kloosterstichting: Leipzig (St Thomas), Maing (Fontenelle)
- Het Thomanerchor in Leipzig wordt opgericht.
- oudst bekende vermelding: Reichenbach im Vogtland, Someren

## Opvolging
- Anhalt - Bernhard III van Saksen opgevolgd door zijn zoon Hendrik I
- Annandale - Willem de Brus opgevolgd door zijn zoon Robert de Brus
- Jeruzalem - Maria opgevolgd door haar dochter Yolande onder regentschap van dier vader Jan van Brienne
- Heerlijkheid Ter Leede - Folpert opgevolgd door zijn zoon Herbaren II
- aartsbisdom Narbonne - Béranger opgevolgd door Arnaud Amaury
- Penthièvre - Alan I van Avaugour opgevolgd door zijn zoon Hendrik II van Avaugour
- Périgord - Archimbald I opgevolgd door zijn neef Archimbald II
- Rijnpalts - Hendrik V van Brunswijk opgevolgd door zijn zoon Hendrik de Jonge
- Saksen - Bernhard III opgevolgd door zijn zoon Albrecht I
- Saluzzo - Manfred II opgevolgd door Bonifatius
- Utrecht - Dirk van Are opgevolgd door Otto van Gelre

## Afbeeldingen

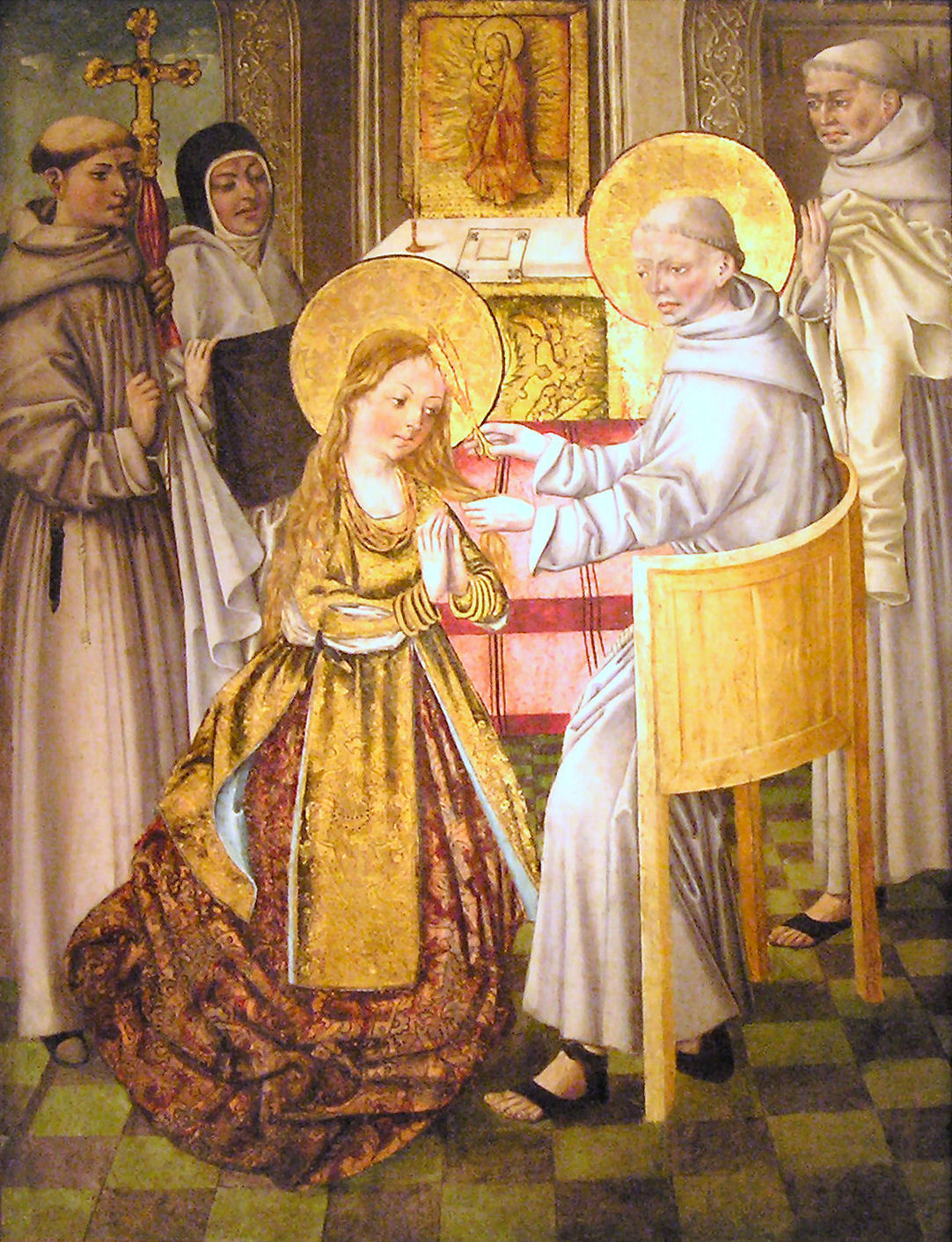
Franciscus van Assisi neemt Clara van Assisi de kloostergelofte af
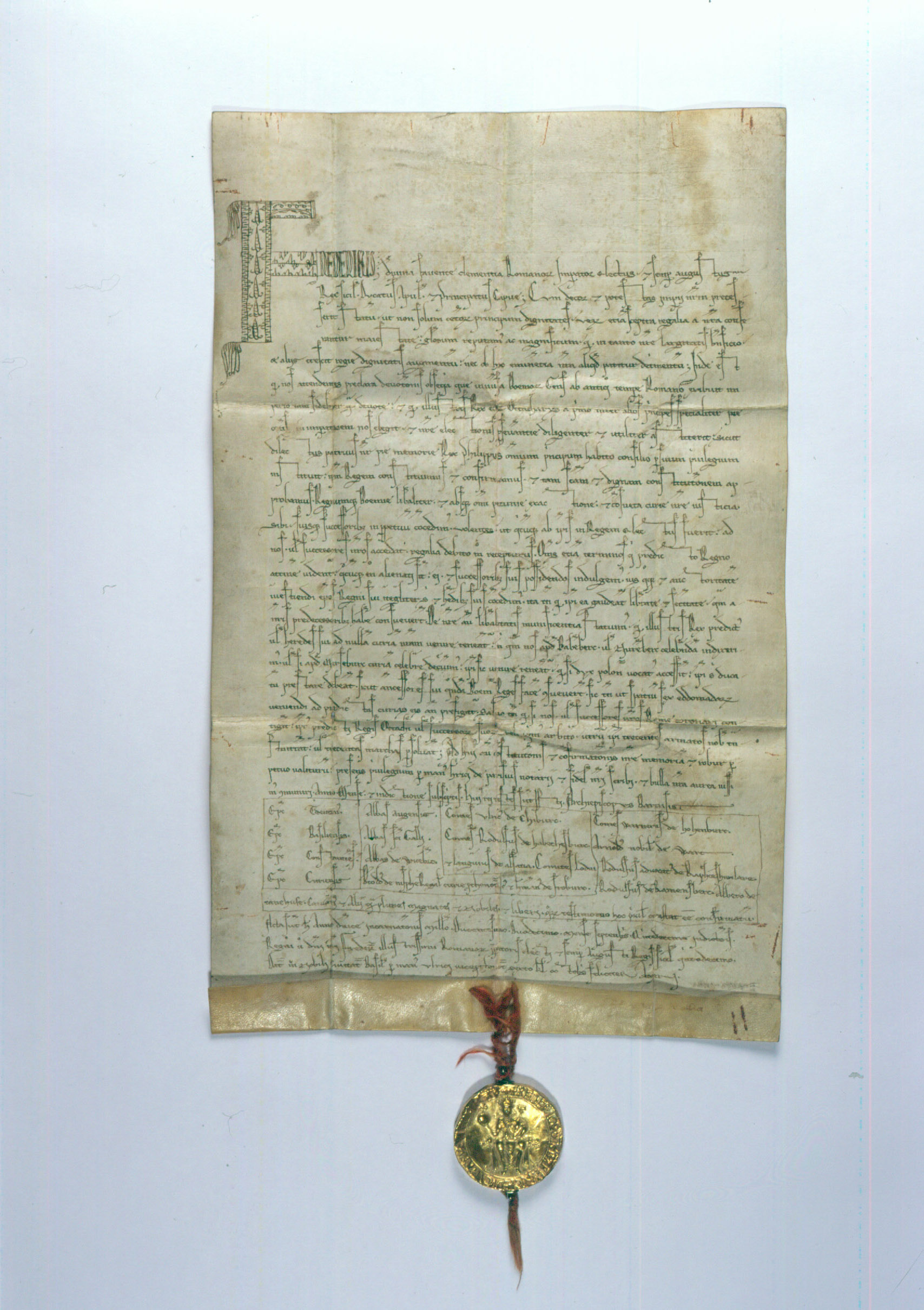
Gouden Bul van Sicilië

## Geboren
- 9 maart - Hugo IV, hertog van Bourgondië (1218-1272)
- 22 maart - Go-Horikawa, keizer van Japan (1221-1232)
- Malatesta da Verucchio, Italiaans militair leider
- Ratibor, hertog van Pommerellen
- Yolande, koning van Jeruzalem (1212-1228) en echtgenote van keizer Frederik II
- Ingeborg Eriksdotter, Zweeds prinses (jaartal bij benadering)

## Overleden
- 9 februari - Bernhard III, hertog van Saksen (1180-1212)
- 24 mei - Dagmar (~25), echtgenote van Waldemar II van Denemarken
- 2 juni - Wouter I van Montfaucon, Frans kruisvaarder
- 15 juli - Jan I van Trier, aartsbisschop van Trier
- 16 juli - Willem de Brus, Schots edelman
- augustus - Beatrix van Zwaben (14), echtgenote van Otto IV
- 8 oktober - Filips I, markgraaf van Namen
- 4 november - Hugo II, graaf van Vermandois en Valois en monasticus
- 5 december - Dirk van Are, bisschop van Utrecht
- Alan I van Avaugour, graaf van Penthièvre
- Archimbald I, graaf van Périgord
- Folpert van der Lede, Nederlands edelman
- Karel van Sayn, Duits abt
- Maria van Monferrato (20), koningin van Jeruzalem (1205-1212) (kraamvrouwenkoorts)